# Buddhaghosa
Buddhaghosa est un moine bouddhiste, érudit, philosophe et grand commentateur de textes bouddhistes, actif au début du Ve siècle. Buddhaghosa signifie « la voix de Bouddha », traduit en chinois par Juéyīn 觉音. Né sans doute en Inde, il vécut longtemps au Sri Lanka, où il rédigea de nombreux commentaires palis du Tipitaka ainsi que leur synthèse, le Visuddhimagga, œuvre fondamentale pour les écoles du bouddhisme theravada.

## Biographie

### Sources
Nous n'avons que des informations limitées, et parfois contestées, sur la vie de Buddhaghosa. Les sources en sont  les brefs prologues et épilogues de ses propres œuvres ; des détails sur sa vie rapportés au chapitre 37 du Culavamsa, une chronique cinghalaise rédigée vers le XIIIe siècle ; ainsi qu'une biographie encore plus tardive, le Buddhaghosuppati (« Développement de la carrière de Buddhaghosa »). Finalement, nous avons différents comptes-rendus de sa vie, mais qui ne concordent pas et dont aucun ne peut être daté avant le XIIIe siècle.

### Formation
Selon le Mahāvaṃśa (dont le Culavamsa fait partie) et la légende, Buddhaghosa naquit dans une famille brahmane de la région de Bodh Gaya, en Inde. Il aurait été un excellent connaisseur du système de Pâtanjâli. Il maîtrisa très jeune les Védas et parcourut l'Inde en pratiquant le débat philosophique.
Une défaite au cours d'un débat contre un moine bouddhiste du nom de Revata l'aurait amené à entrer dans le sangha bouddhiste afin d'en apprendre plus sur cette doctrine. Il reçut son nom de moine, Buddhaghosa (Voix du Bouddha — l'éveillé) à cause de sa voix sonore et de ses talents rhétoriques. Il aurait alors rédigé différents traités qui ne nous sont pas parvenus, avant de suivre le conseil de Revata, qu'il avait choisi pour maître, qui lui suggérait de se rendre à Sri Lanka pour y chercher les commentaires, devenus introuvables en Inde, de textes du canon bouddhique,. Ces commentaires avaient été transférés à Sri Lanka au IIIe siècle av. J.-C., traduit du pâli en singhalais, et ensuite conservés au Mahâvihâra (le « Grand Monastère ») qui se trouvait dans la capitale, Anurâdapura.

### Sri Lanka

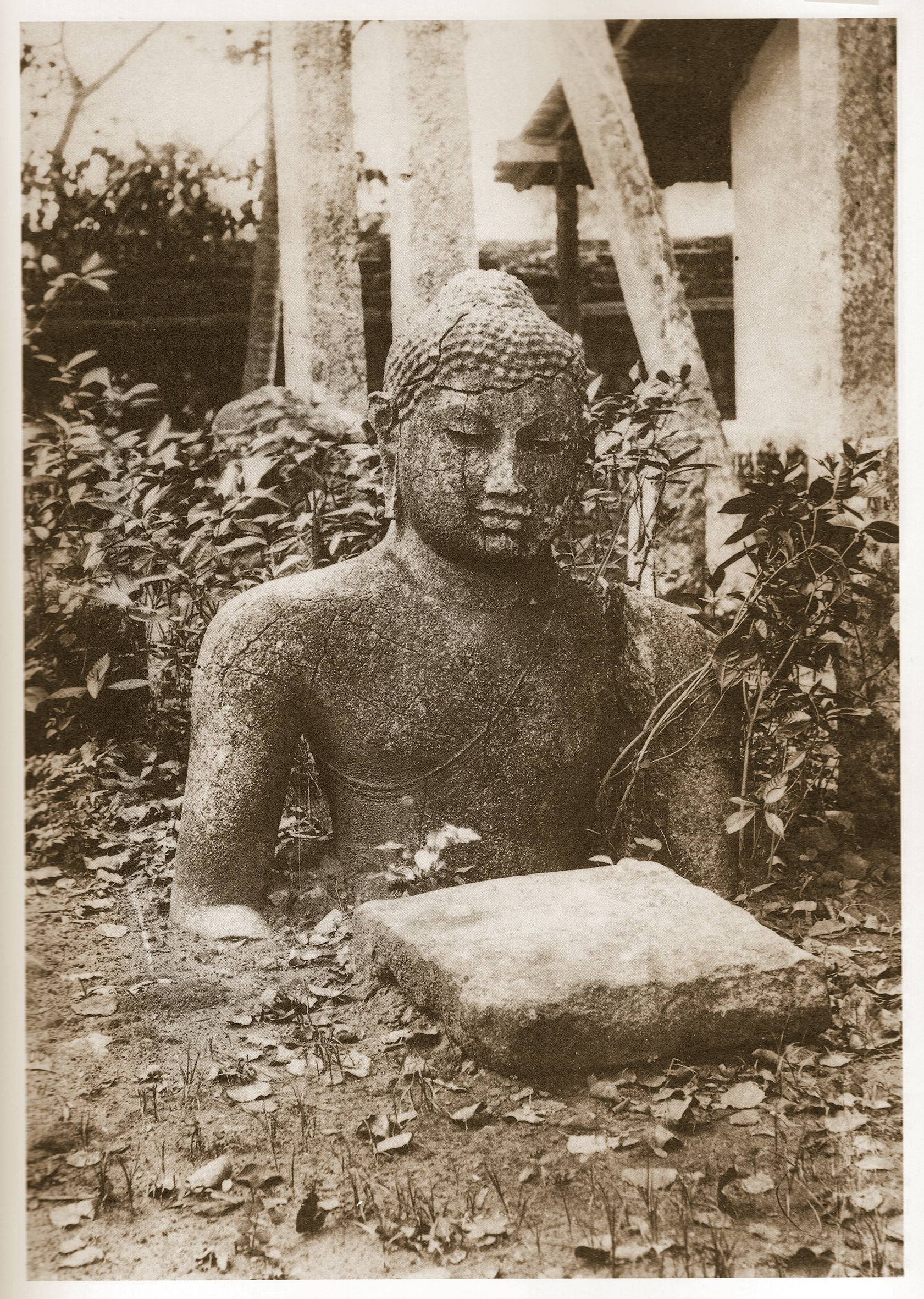
Bouddha Śākyamuni. Marbre, h. 3,3 m. Vers le VIe siècle. Sanctuaire de Śrī Mahā Bodhi, dans le complexe du Mahāvihāra à Anurādhapura. Photo de 1895.

Sur cette île, il aurait trouvé les commentaires en singhalais et les aurait étudiés, sous la direction du moine et érudit Sanghapâla,. Puis il demanda l'autorisation de synthétiser ces commentaires en un seul ouvrage qu'il rédigerait en pāli, la langue du Tipitaka. Mais les moines l'auraient d'abord mis à l'épreuve en lui demandant d'exposer le dharma à partir de deux strophes tirées du canon. Sur quoi, Buddhaghosa composa le Visuddhimagga (La Voie de la Pureté), son œuvre la plus célèbre. S'inclinant devant son expertise et sa maîtrise des textes, les moines l'auraient alors autorisé à consulter tous les textes, tant du canon que les commentaires.
À cela, la légende ajoute que des divinités cachèrent à deux reprises l'ouvrage terminé, obligeant son auteur à recommencer son travail. Mais quand elles lui rendirent les deux premières versions, les trois textes se révélèrent identiques.
Après quoi, Buddhaghosa se retira au « Monastère de la Bibliothèque » pour y traduire dans le calme les commentaires cinghalais en pāli. Les maîtres de la tradition considérèrent que le résultat avait la même valeur que les textes originaux. Une fois sa tâche achevée, Buddhaghosa retourna en Inde pour aller en pèlerinage à Bodh Gaya.[réf. souhaitée]

## Œuvres
L'attribution des commentaires à Buddhaghosa reste une question disputée dans la recherche. On peut cependant donner une liste de textes qui sont probablement de lui, et une autre liste dont l'attribution est plus discutable. Mais quels qu'en soient les auteurs, ces textes ont eu une influence profonde sur la doctrine du bouddhisme Theravada au Sri Lanka tel que nous le connaissons aujourd'hui, ainsi que dans toute l'Asie du Sud-Est,.

### Attribution probable
Le Visuddhimagga (la « Voie de la Pureté ») constitue indéniablement le principal ouvrage de Buddhaghosa, mais aussi la plus grande synthèse de la pensée du bouddhisme Theravada jamais écrite, et qui a eu un impact durable sur la tradition. Divisé en trois parties — moralité (sila), absorption méditative (samadhi) et sagesse (prajna) — le Visuddhimagga résume le contenu du tipitaka pâli. La probabilité que Buddhaghosa en soit l'auteur est élevée.
Parmi les textes dont l'attribution à Buddhaghosa est probable, on mentionnera les commentaires sur les grandes divisions de la corbeille des sûtras (Sutta Pitaka), à savoir le Sumaṅgavilâsini, commentaire du Dîgha Nikâya; Papañcasûdani, commentaire du Majjhima Nikâya; Sâratthappakâsini, commentaire du Saṁyutta Nikâya; Manorathapûrani, commentaire de l' Aṅguttara Nikâya. À quoi on peut ajouter le Paramatthajotikâ, commentaire du Khuddakapâṭha et des commentaires sur les livres de l'Abidharma.
Selon Buswell et Lopez, les commentaires des quatre nikâyas sont sans doute de lui, mais les autres ouvrages qu'on lui attribue sont vraisemblablement plus tardifs et dus à ce que l'on pourrait appeler l'« école de Buddhaghosa ».

### Attribution discutée
- Dhammapadaṭṭhakathâ, commentaire du Dhammapada.

- Samantapâsâdika, commentaire du Vinaya Piṭaka
- Kankhâvitaraṇi, commentaire du Pâtimokkha
- Atthasâlinî, commentaire du Dhammasaṅgaṇi
- Sammohavinodanî, commentaire du Vibhaṅga
- Pañcappakaraṇatthakathâ, commentaire du Kathâvatthu
- Jâtakatthakathâ, commentaire des Jâtaka.

## Influence et héritage
Au XIIe siècle, le moine singhalais Sāriputta Thera (en) devint le principal érudit du Theravada à la suite de la réunification de la communauté monastique singhalaise par le roi Parakramabahu I. Sariputta incorpora de nombreuses œuvres de Buddhaghosa dans ses propres commentaires. Au cours des années suivantes, de nombreux moines de tradition Theravada en Asie du Sud-Est demandèrent l'ordination ou la réordination au Sri Lanka en raison de la réputation de la lignée singhalaise Mahavihara pour sa pureté doctrinale et son érudition. Il en résulta la diffusion des enseignements de la tradition Mahavihara - et donc de Buddhaghosa - à travers le monde Theravada. Les commentaires de Buddhaghosa devinrent ainsi le standard de compréhension des textes Theravada, et Buddhaghosa l'interprète définitif de la doctrine Theravada.
L'histoire de sa vie fut racontée, sous une forme probablement exagérée, dans une chronique pali connue sous le nom de Buddhaghosuppatti, ou Le développement de la carrière de Buddhaghosa. Malgré la croyance générale selon laquelle il était Indien de naissance, il est possible qu'il ait été revendiqué plus tard par les Môns de Birmanie dans une tentative d'affirmer leur primauté sur le Sri Lanka dans le développement de la tradition Theravada (certains spécialistes pensent que les archives Môn font référence à un autre personnage, mais dont le nom et l'histoire personnelle seraient similaires à ceux du Buddhaghosa indien).
Finalement, les œuvres de Buddhaghosa jouèrent probablement un rôle important dans la renaissance et la préservation de la langue pali en tant que langue scripturaire du Theravada, et en tant que lingua franca dans l'échange d'idées, de textes et d'érudits entre le Sri Lanka et les pays Theravada de l'Asie du Sud-Est continentale.
En Inde, de nouvelles écoles de philosophie bouddhique (comme le Mahayana) émergeaient, beaucoup d'entre elles utilisant le sanskrit classique à la fois comme langue scripturaire et comme langue du discours philosophique. Les moines Mahavihara tentèrent peut-être de contrer la croissance de ces écoles en mettant l'accent sur l'étude et la composition en pali, ainsi que sur l'étude de sources secondaires tombées en désuétude et disparues en Inde, comme en témoigne le Mahavamsa.
Les premières indications de cette résurgence de l'utilisation du pali comme langue littéraire sont visibles dans la composition du Dipavamsa et du Vimuttimagga, tous deux légèrement antérieurs à l'arrivée de Buddhaghosa au Sri Lanka. L'ajout des œuvres de Buddhaghosa, qui combinaient la filiation des plus anciens commentaires singhalais avec l'utilisation du pali, une langue partagée par tous les centres d'apprentissage Theravada de l'époque, donna une impulsion significative à la revitalisation de la langue pali et de la tradition intellectuelle Theravada, aidant peut-être l'école Theravada à survivre au défi posé par les écoles bouddhistes émergentes de l'Inde continentale.
Selon Maria Heim, il est « l'un des plus grands esprits de l'histoire du bouddhisme » et le philosophe britannique Jonardon Ganeri considère Buddhaghosa comme « un véritable innovateur, un pionnier et un penseur créatif »,.
Pourtant, selon Buddhadasa (1906-1993), Buddhaghosa était influencé par la pensée hindoue, et l'absence d'esprit critique vis-à-vis du Visuddhimagga aurait même entravé la pratique d'un bouddhisme authentique,. 

### Traductions
- Visuddhimagga. Le Chemin de la Pureté, trad. Christian Maës, Paris, Fayard, 2002, 802 p.
- (en) The Path of Purification: Visuddhimagga  (trad. Ñāṇamoli Bhikkhu), BPS Pariyatti Editions, 2003 (1re éd. 1956), 950 p. (ISBN 978-1-928-70601-4)
- (en) Atthasâlinî, trad. Pe Maung Tin et Caroline Rhys Davids : The Expositor, Londres, Pali Text Society, 1920-1921, 2 vol., rééd. 1958.
- (en) Nidânakathâ, trad. T. W. Rhys Davids, in Buddhist Birth Stories, Pali Text Society, 1925. Biographie du Bouddha. Selon André Bareau, « la Nidânakathâ, qui forme l'introduction au commentaire des Jâtaka, est attribuée par la tradition au savant Buddhaghosa (début du Ve siècle), mais la critique moderne conteste généralement que ce dernier en soit l'auteur, tout en hésitant à faire descendre la rédaction plus bas que le milieu ou la fin de ce même Ve siècle. (1967) »" [lire en ligne (page consultée le 26 juillet 2022)]
- Dhammapadatthakathâ (Commentaire du Dhammapada), trad. partielle Suzanne Karpelès, « Six contes pâlis tirés de la Dhammapadatthakathâ » in Revue indochinoise, Hanoi, 1924, 120 p. [présentation en ligne] Attribution incertaine. Contes et légendes en relation avec les Jātaka bouddhiques. Trad. angl par Eugene Watson Burlingame, Buddhist Legends, New Delhi, 3 vol., 1999, XXXVI-328 p., 366 p., 391 p.
- (en) The Way of Mindfulness. The Satìpaþþhána Sutta and its Commentary  (trad. Thera Soma), Access to Insight - Buddhist Publication Society, 2010, 179 p. (lire en ligne)

### Études

#### Ouvrages
- Louis Finot, La légende de Buddhaghosa, Champion, 1924.
- (en) Bimala Charan Law, The Life and Work of Buddhaghosa, Asian Educational Services, 1997 [1923] [lire en ligne (page consultée le 26 juillet 2022)].
- (en) Maria Heim, Voice of the Buddha: Buddhaghosa on the Immeasurable Words, New York, Oxford University Press USA, 2018, 288 p. (ISBN 978-0-190-90665-8, présentation en ligne)
- (en) Maria Heim, The Forerunner of All Things: Buddhaghosa on Mind, Intention, and Agency., Oxford, Oxford University Press, 2013, 272 p. (ISBN 978-0-199-33104-8, présentation en ligne)

#### Articles
- (en) Oscar Carrera, « The many voices of Buddhaghosa: a commentator and our times », JOCBS, no 17,‎ 2019, p. 11-29 (lire en ligne)
- (en) Oskar von Hinüber, « Building the Theravāda Commentaries. Buddhaghosa and Dhammapāla as Authors, Compilers, Redactors, Editors and Critics », Journal of the International Association of Buddhist Studies, vol. 36 / 37,‎ 2015, p. 11-29 (lire en ligne)